# Klášter Bonneval
Klášter Bonneval je v jihofrancouzské vsi Le Cayrol v departementu Aveyron.
Klášter byl založen roku 1147 díky podnětu Guillauma de Calmont d'Olt, biskupa z Cahors. Jako zakladatelský konvent byli povoláni cisterciáci z Mazanu v Ardèche. Bonneval se postupem doby stal jedním z nejdůležitějších klášterů v oblasti. Jeho činnost byla ukončena během revoluce roku 1791.
V dnešní době jej obývají trapistky.